# 진숙보
진 후주 진숙보(陳 後主 陳叔寶, 553년 12월 10일(음력 11월 20일) ~ 604년 12월 16일(음력 11월 20일))는 중국 남북조 시대 진나라의 제5대이자 마지막 황제이다. 시호는 양(煬), 작위는 장성공이다. 혼군(昏君)·암군(暗君)의 전형으로 여겨지며, 진나라가 멸망당한 뒤 수 문제에 의해 장성공에 봉해졌다.

## 생애
553년 11월, 강릉에서 진욱과 유경언(柳敬言)의 장남으로 태어났다. 서위에 의해 강릉이 함락될 때 그의 부친 진욱은 장안으로 끌려갔고, 진숙보는 양성에 모친과 숨어 있었다.
562년, 진욱이 귀국하자 건강으로 돌아가 안성왕세자가 되었고 568년에는 태자중서자(太子中庶子)를 거쳐 시중이 되었으며 이듬해 정월에는 태자가 되었다. 582년 정월, 진욱이 병석에 눕자 진욱의 장남 태자 진숙보, 차남 시흥왕 진숙릉, 4남 장사왕 진숙견 형제가 함께 입궁하여 병수발을 들었다. 그러나 결국 진욱은 죽었고, 모두가 통곡을 하며 울부짖었다.
진숙보도 엎드려 곡을 할 때 진숙릉은 갑자기 딴 마음을 품고 어디서 약칼을 꺼내 형 진숙보의 목을 내리쳤다. 진숙보는 목에 깊은 상처를 입고 정신을 잃고 쓰러졌으며 모친 유황후가 놀라 구하려다 칼로 얻어 맞았다. 진숙보, 진숙릉, 진숙견 형제 모두 모친은 다른 이복형제다. 진숙견이 진숙릉의 팔을 꺾어 칼을 빼앗았지만 진숙릉은 힘이 장사라서 진숙견을 쓰러뜨린 다음 감옥으로 가서 죄수를 풀어 무기를 주고 군사로 삼았다. 진숙보는 그런 상황에서도 얼른 우위장군(右衛將軍) 소마하에게 군사를 주어 진숙릉과 맞서게 했는데 애초에 죄수로 급조한 군대와 정예군은 싸움이 안 됐다. 결국 진숙릉은 자기의 처첩 7명을 우물에 처넣고 수나라 방면으로 도주했으나, 결국 사로잡혀 멸족되었다.
이렇게 진숙보가 황제가 되었으나, 목에 생긴 상처 때문에 정사를 처리할 수 없었다. 그래서 크고 작은 일은 진숙견이 결정했는데 진숙견의 권한이 너무 크고 교만하고 방자해서 진숙보가 그를 싫어했다. 도관상서 공범, 중서사인 시문경은 모두 진숙견을 증오해서 진숙보에게 밤낮으로 그의 흠집을 찾아내 상소를 올렸다. 결국 진숙보는 진숙견을 강주자사로 임명하고 사공으로 옮겼다가 결국 면직시켰다. 진숙보는 궁궐에서 여자들의 손에서 자라서 민간의 괴로움과 창업의 어려움을 아무리 교육받아도 이해하지 못했다.
즉위 후 강대한 수나라가 틈을 노리고 있었음에도 불구하고 사치를 부리고 방탕했으며 수나라 공격 한 번 해보지도 않았고 날이 갈수록 정치가 부패해졌다. 진숙보는 대규모로 궁실을 지었는데, 584년 겨울, 높이 수십 장, 수십 칸으로 이루어진 임춘각, 결기각, 망선각을 세웠다. 이 세 누각 사이에는 복도를 설치하여 서로 왕래할 수 있게 했는데 문, 창문, 난간은 모두 단향목으로 만들고 황금, 구슬, 진주, 비취로 장식했으며 밖에는 주렴을 달았다. 또 안에는 침대를 놓고 휘장을 걸었으며 안의 놀이감과 희귀한 물건은 고금에 보기 힘들거나 없던 물건들이었다. 또 산들바람이 불면 2~3리밖에서도 향기를 맡을 수 있었고 누각 아래에는 돌을 쌓아 산을 만들고 물을 끌어들여 연못을 만들고 진귀한 꽃과 풀을 심었다.
정무를 직접 처리하지 않고 술과 놀이에 빠졌다. 항상 공범, 산기상시 왕차 등 문사 십여 명과 뒤뜰에서 술놀이를 했는데, 마실 때에는 비빈과 문사들에게 함께 시를 지어 주고 받고 했다. 이렇게 군신이 밤을 세워가며 술 마시고 노래하며 놀았다. 우위장군 사마신은 기밀을 관리하고 있었기 때문에 권세를 부렸는데 거역하는 자는 헐뜯고 따르는 자는 승진시켰다. 장귀비(장려화) 머리카락이 윤기가 있었고 그 길이가 7척이었는데, 기색이 좋고 광채를 뿜는 미인이었으며 영리하고 일처리를 잘했다. 이에 진숙보의 사랑을 받았으며 백관이 일을 아뢰면 진숙보는 장귀비를 무릎에 앉히고 함께 상의하여 결정했다. 그리하여 환관과 측근들이 서로 결탁하고 종친들도 거들었다. 이들은 거침없이 불법행위를 하고 매관매직을 하며 뇌물을 받고 백성들에게 세금을 마구 쥐어짰다. 상벌을 내리는 명령은 후궁에서 결정되었으며 공범과 공귀빈은 성씨가 같다는 이유로 의남매를 맺었다. 결국 장귀비, 공귀빈 두 비빈의 권력이 조정 내외를 좌지우지하여 진숙보도 그들의 말을 따랐다. 대신 중에서 간언을 하면 죄를 씌워 처벌했다.
비서감 부재는 "폐하께서 과도하게 주색에 빠져서...(중략)...소인이 곁에 있게 되고 환관이 권력을 남용하여 충신을 원수처럼 미워하고...(중략)...후궁들은 능라금수를 다투고 마굿간에는 콩여물이 남아돌지만 백성들은 살 곳을 찾아 헤매고 시체들이 들을 덮고 있으며...(중략)...신은 동남의 왕기가 여기에서 끝을 보게될까 우려됩니다."라는 장문의 표문을 올렸다. 그러나 진숙보는 그를 옥에 가두고 죽였으며 오흥 사람 장화도 "영토는 날이 갈수록 줄어 들고 수나라의 침공이 두렵습니다."라는 표문을 올렸다가 바로 살해당했다.
진숙보는 공범의 말을 들어 마음대로 장수를 바꾸고 문관으로 하여금 무관을 대체하게 했다. 결국 588년 10월, 수나라 양견은 진숙보의 부패와 무능을 보고 양광을 총사령관으로 삼아 51만 8천명의 대군을 이끌게 하여 대대적으로 침공했다. 장강을 지키던 장수가 이걸 보고 여러 차례 장계를 올렸으나, 시문경이 묵살하고 상소하지도 않았다. 진숙보는 이걸 알면서도 태연히 "왕기가 여기 있다. 북제의 군대가 세 번, 북주의 군대가 두 번 쳐들어왔으나, 패배하고 돌아갔다. 천명이 여기 있는데 저 놈들이 뭘 하겠는가?"라며 큰소리만 쳤다. 또 공범도 맞장구를 치며 여전히 대비도 않고 술을 마시면서 시를 짓고 풍악을 울렸다.
이듬해 정월, 수나라 오주총관 하약필이 교묘하게 장강을 건너 경구를 점령하고 종산으로 진격했다. 건강에는 10만 명의 군대가 있었으나, 겁쟁이 진숙보는 그제서야 겁을 먹고 밤낮으로 울기만 했다. 여러 차례 장군들이 싸우자고 건의했으나, 시문경은 이를 모두 허락하지 않고 결국 수나라 군사가 건강으로 입성하는 상황까지 왔다. 전해지는 이야기에 따르면 진숙보 즉위에 공을 세운 소마하가 수나라 군사를 요격하러 갔으나, 그 동안 진숙보는 소마가의 아내를 입궁시켜서 놀아났다. 더군다나 진숙보의 아들 폐태자 오흥왕 진윤과 소마가의 딸이 결혼했기 때문에 진숙보와 소마가의 부인은 서로 사돈지간이었다. 이 소식을 들은 소마하는 홧병으로 쓰러져 죽었다고 한다. 덕분에 진나라 군사는 제대로 싸워보지도 못하고 흩어졌다. 그러자, 진숙보가 측근 십여 명을 데리고 경양전을 나와 우물에 뛰어들려고 하자 후각사인 하후공운이 막았으나 진숙보는 기어이 우물에 들어가 숨어 있었다.
얼마 후 수나라 군사들이 우물을 살펴보고 불렀으나 대답이 없자 돌을 던지려고 했는데 당황한 진숙보는 자신의 존재를 알렸다. 결국 수나라 군사들이 진숙보를 새끼줄로 끌어 올렸으며 진숙보는 하약필을 보자 무서워 식은땀을 흘리고 벌벌 떨면서 연거푸 절을 했다. 이렇게 어이없게도 진나라는 멸망했다.
4월, 진숙보는 진나라 황족들과 함께 장안으로 끌려갔는데 이 때도 항상 술에 취했으며 깨어 있는 날이 드물었다. 진숙보와 함께 나라를 말아먹었던 장귀비, 공귀빈, 공범, 시문경 등은 간신으로 지목되어 장안에서 처형되었다.
진숙보는 604년 11월, 52세의 나이로 낙양에서 사망하고 망산에 안장되었다. 그의 묘역 주변에는 앞서 오나라 손호가 먼저 묻혀 있었다. 하지만 머지않아 의자왕도 이들과 한 묘역에 묻히게 된다. 마침 이해 즉위한 수 양제는 그를 대장군·장성공에 추증하고 시호는 양(煬)이라고 내렸다. 양이라는 것은 시법으로 '여자를 좋아하고 예를 멀리한다'는 뜻으로 진숙보에게는 딱 들어맞는다. 이 시호를 받은 것으로 유명한 경우는 수 양제 양광이 있다. 양광의 아버지 수 문제 양견의 후궁으로 양광이 간통한 것으로 유명한 선화부인(宣華夫人)은 진숙보의 누이이자 진욱의 딸로 진나라 공주 시절에는 영원공주(寧遠公主)였다.
진숙보는 아들만 무려 22명이나 있었지만 그 후의 기록이 뚜렷이 없어 어떻게 살았는지에 대해서는 알려진 바 없다. 다만, 4녀 광덕공주와 6녀 공주 진씨(진여주)는 수 양제 양광의 후궁이 됐으며 5녀 임성공주는 양광의 동생 진왕 양준의 부인이 되었다.
진숙보의 황후 심무화는 망채정헌후 심군리(望蔡貞憲侯 沈君理)와 회계목공주(會稽穆公主)의 딸로 진나라 초대 황제 진패선의 외손녀이다. 하지만 자식도 없고 색을 밝히는 남편에게 총애를 받지 못했다. 진숙보의 후궁 손희(孫姬)가 난산으로 아들을 낳고 사망하자 손희의 아들 진윤은 심무화의 양자가 되어 황태자에 봉해졌다. 그러나 진숙보가 시녀 장려화를 총애하게 되면서 진숙보는 장려화를 귀비에 책봉하여 태자 진윤을 폐위시키고 장려화의 아들 진심(陳深)을 새 황태자에 책봉한다. 더 나아가 진숙보는 황후 심무화를 폐위시키고 귀비 장려화를 새 황후로 세우려고 했으나 그전에 이미 진나라가 수나라에 멸망하게 된다. 심무화는 진나라가 수나라에 멸망당하자 출가하고, 장려화는 장안으로 끌려가 참수된다. 진숙보는 자신의 아버지 진욱이 폐위시킨 진나라 3대 황제 진백종의 외동아들 임해왕 진지택(陳至澤)과 함께 장안으로 끌려간다.

## 가족 관계

### 조부모와 부모
- 조부 : 시흥소열왕(始興昭烈王) 진도담(陳道譚)
- 조모 : 효비(孝妃)
- 부친 : 고종(高宗) 효선황제(孝宣皇帝) 진욱(陳頊)
- 모친 : 황후(皇后) 류경언(柳敬言)

### 황후
| 봉호       | 시호 | 이름(성씨)     | 별칭  | 재위년도      | 생몰년도  | 국구(장인/장모)                                                         | 능묘 | 비고 |
| ---------- | ---- | -------------- | ----- | ------------- | --------- | ----------------------------------------------------------------------- | ---- | ---- |
| 황후(皇后) |      | 심무화(沈婺華) | [ 1 ] | 582년 ~ 589년 | ? ~ 628년 | 망채정헌후(望蔡貞憲侯) 심군리(沈君理) 회계목공주(会稽穆公主) 진씨(陳氏) |      |      |

### 후궁
| 봉호       | 별칭 | 이름(성씨)     | 생몰년도      | 비고 |
| ---------- | ---- | -------------- | ------------- | ---- |
| 귀비(貴妃) |      | 장려화(張麗華) | 558년 ~ 589년 |      |
| 귀빈(貴嬪) |      | 공씨(龔氏)     |               |      |
| 귀빈(貴嬪) |      | 공씨(孔氏)     | ? ~ 589년     |      |
| 귀인(貴人) |      | 공씨(孔氏)     |               |      |
| 숙원(淑媛) |      | 여씨(呂氏)     |               |      |
| 숙원(淑媛) |      | 장씨(張氏)     |               |      |
| 숙원(淑媛) |      | 설씨(薛氏)     |               |      |
| 숙의(淑儀) |      | 서씨(徐氏)     |               |      |
| 숙화(淑華) |      | 장씨(張氏)     |               |      |
| 소의(昭儀) |      | 고씨(高氏)     |               |      |
| 소의(昭儀) |      | 사씨(謝氏)     |               |      |
| 소의(昭儀) |      | 원씨(袁氏)     |               |      |
| 수용(修容) |      | 강씨(江氏)     |               |      |
| 첩여(婕妤) |      | 하씨(何氏)     |               |      |
| 미인(美人) |      | 왕씨(王氏)     |               |      |
| 희(姬)     |      | 손씨(孫氏)     |               |      |

### 황자
| -  | 봉호           | 시호 | 이름       | 생몰년도      | 생모        | 별칭  | 비고 |
| -- | -------------- | ---- | ---------- | ------------- | ----------- | ----- | ---- |
| 1  | 오흥왕(吳興王) |      | 진윤(陳胤) | 573년 ~ 618년 | 손희        | [ 2 ] |      |
| 2  | 남평왕(南平王) |      | 진의(陳嶷) |               | 소의 고씨   |       |      |
| 3  | 영가왕(永嘉王) |      | 진언(陳彦) |               | 숙원 여씨   |       |      |
| 4  | 황태자(皇太子) |      | 진연(陳淵) | 575년 ~ ?     | 귀비 장려화 | [ 3 ] |      |
| 5  | 남해왕(南海王) |      | 진건(陳虔) |               | 귀빈 공씨   |       |      |
| 6  | 신의왕(信義王) |      | 진지(陳祗) |               | 숙화 장씨   |       |      |
| 7  | 소릉왕(邵陵王) |      | 진긍(陳兢) |               | 숙원 여씨   |       |      |
| 8  | 회계왕(會稽王) |      | 진장(陳莊) |               | 귀비 장려화 |       |      |
| 9  | 동양왕(東陽王) |      | 진전(陳恮) |               | 숙의 서씨   |       |      |
| 10 | 오군왕(吳郡王) |      | 진번(陳蕃) |               | 귀인 공씨   |       |      |
| 11 | 전당왕(錢唐王) |      | 진념(陳恬) |               | 귀빈 공씨   |       |      |
| 12 |                |      | 진총(陳總) |               |             |       |      |
| 13 |                |      | 진관(陳觀) |               |             |       |      |
| 14 |                |      | 진명(陳明) |               |             |       |      |
| 15 |                |      | 진망(陳網) |               |             |       |      |
| 16 |                |      | 진통(陳統) |               |             |       |      |
| 17 |                |      | 진충(陳冲) |               |             |       |      |
| 18 |                |      | 진흡(陳洽) |               |             |       |      |
| 19 |                |      | 진도(陳縚) |               |             |       |      |
| 20 |                |      | 진작(陳綽) |               |             |       |      |
| 21 |                |      | 진위(陳威) |               |             |       |      |
| 22 |                |      | 진변(陳辯) |               |             |       |      |

### 황녀
| - | 봉호               | 이름       | 생몰년도 | 생모      | 부마                        | 별칭 | 비고  |
| - | ------------------ | ---------- | -------- | --------- | --------------------------- | ---- | ----- |
| 1 | 광덕공주(廣德公主) |            |          | 소의 고씨 | 수 양제(隋 煬帝) 양광(楊廣) |      | [ 4 ] |
| 2 | 임성공주(臨成公主) |            |          | 소의 사씨 | 진효왕(秦孝王) 양준(楊俊)   |      |       |
| 3 | 공주(公主)         | 진주(陳婤) |          |           | 수 양제(隋 煬帝) 양광(楊廣) |      | [ 4 ] |

## 기년
| 후주        | 원년            | 2년        | 3년        | 4년        | 5년             | 6년        | 7년        |
| ----------- | --------------- | ---------- | ---------- | ---------- | --------------- | ---------- | ---------- |
| 서력 (西曆) | 583년           | 584년      | 585년      | 586년      | 587년           | 588년      | 589년      |
| 간지 (干支) | 계묘(癸卯)      | 갑진(甲辰) | 을사(乙巳) | 병오(丙午) | 정미(丁未)      | 무신(戊申) | 기유(己酉) |
| 연호 (年號) | 지덕(至德) 원년 | 2년        | 3년        | 4년        | 정명(禎明) 원년 | 2년        | 3년        |